# Zone métropolitaine Denver-Aurora

Carte des dix comtés de la zone métropolitaine Denver-Aurora

La zone métropolitaine Denver-Aurora est une zone statistique définie en tant que région métropolitaine des États-Unis par le bureau du recensement des États-Unis. Située dans l'État du Colorado, la zone englobe la ville et le comté de Denver ainsi que neuf autres comtés. Le bureau de recensement estime que la population s'élevait à 2 464 866 le 1er juillet 2007, soit +14,23 % par rapport au dernier recensement en 2000. 50,7 % des habitants du Colorado vivent dans la zone métropolitaine de Denver-Aurora.

## Comtés
La zone métropolitaine de Denver-Aurora compte dix comtés. Le tableau qui suit apporte comme information :
1. Le nom des Comtés;
2. La population des comtés au 1er juillet 2007 selon les estimations du bureau du recensement des États-Unis[2];
3. La population du comté en 2000[2];
4. L'évolution en % de la population entre 2000 et 2007[2].

| Comté            | Pop. 2007 | Pop. 2000 | Δ Pop    |
| ---------------- | --------- | --------- | -------- |
| Denver           | 588 349   | 554 636   | +6,08 %  |
| Arapahoe         | 545 089   | 487 967   | +11,71 % |
| Jefferson        | 529 354   | 527 056   | +0,44 %  |
| Comté d'Adams    | 422 495   | 363 857   | +16,12 % |
| Comté de Douglas | 272 117   | 175 766   | +54,82 % |
| Broomfield       | 53 691    | 0         | NA       |
| Elbert           | 22 720    | 19 872    | +14,33 % |
| Park             | 17 004    | 14 523    | +17,08 % |
| Clear Creek      | 8 956     | 9 322     | -3,93 %  |
| Gilpin           | 5 091     | 4 757     | +7,02 %  |
| Total            | 2 464 866 | 2 157 756 | +14,23 % |